# 長野県道358号中野小布施線
長野県道358号中野小布施線（ながのけんどう358ごう なかのおぶせせん）は、長野県中野市と上高井郡小布施町を結ぶ一般県道。

## 概要
千曲川右岸（河東地域）の中野市・小布施町の間は、国道403号、須高広域農道（北信濃くだもの街道）および本路線の3本の主要道路と、長野電鉄長野線が結んでいる。このうち、国道403号と北信濃くだもの街道は千曲川の氾濫原で古くから水害常襲地帯であった「延徳田んぼ」のほぼ中央を貫いているのに対し、本路線と長野電鉄長野線はその東側の山裾に沿った古くからの集落間を結んでいる。
起点の北信総合病院西交差点からしばらくは、東行一方通行の狭い街路として中野市街地を横断。中町交差点から進路を変え、中野市役所前を通る2車線道路として市街地を縦断する。
中野市南宮付近で長野電鉄長野線の踏切を超えた先は、ほぼ線路に並行して「延徳田んぼ」の東端を抜ける。延徳駅付近から小布施町境付近までは、1.5車線の隘路となってカーブを繰り返しながら沿道集落内を進む。
小布施町に入り、葛飾北斎や福島正則ゆかりの岩松院の西で、北信濃くだもの街道に合流。小布施市街地の東端を進む。
小布施町の南端ぎりぎりのところにある雁田交差点で北信濃くだもの街道から分かれ、町境に並行するように小布施市街地の南端を進み、国道403号（谷街道）との交点である松川橋北交差点で終点となる。

### 路線データ
- 起点：中野市西一丁目（北信総合病院西交差点[2]＝長野県道29号中野豊野線交点）
- 終点：上高井郡小布施町小布施（松川橋北交差点＝国道403号交点）

## 沿革
- 1959年（昭和34年）8月1日 - 中野小布施線が認定される[3]。
- 2010年（平成22年）
  - 7月5日 - 終点付近において、長野県道66号豊野南志賀公園線山王島 - 松川バイパスに連絡する新道（東町交差点 - 松川橋北交差点）の供用開始[4][5]。
  - 10月25日 - 区域変更。上述の新道に対する現道（東町交差点 - 上町交差点）が、県道の区域から外れる[6]。これにより、本路線の終点は上町交差点に代わり松川橋北交差点となる。
- 2016年（平成28年）4月12日 - 本路線と長野電鉄長野線が交差する長丁踏切道が、踏切道改良促進法に基づき、国土交通大臣から「改良すべき踏切道」として指定される[7][8]。その後、同年11月1日に改良工事（拡幅・歩道設置）が竣工[9]。

## 別名
- 中央通り（新町交差点 - 中町交差点） - この区間は、東行の一方通行である。
- 中町通り（中町交差点 - 郵便局前交差点）
- 大道（中野市 - 岩松院入口交差点）
- 北信濃くだもの街道（岩松院入口交差点 - 雁田交差点）
- 楓通り（雁田交差点 - 東町交差点）

## 通過する自治体
- 中野市
- 上高井郡小布施町

## 交差・接続する道路

### 中野市
- 北信総合病院西交差点（西一丁目＝起点）
  - 長野県道29号中野豊野線（志賀フルーツライン）
- 北信総合病院東交差点（中央三丁目）
  - 長野県道357号信州中野停車場線
- 中町交差点（中央一丁目）
  - 市道（LaLa銀座通り）
- 西条東交差点（西条）
  - 須高広域農道（北信濃くだもの街道）

### 小布施町
- 岩松院入口交差点（中松）
  - 須高広域農道（北信濃くだもの街道） - ※重複区間ここから
- 雁田交差点（雁田）
  - 須高広域農道（北信濃くだもの街道） - ※重複区間ここまで
- 松川橋北交差点（小布施上町＝終点）
  - 国道403号（谷街道）

↓ 長野県道66号豊野南志賀公園線

## 沿道
- 北信総合病院
- 長野電鉄 信州中野駅
- 中野陣屋・県庁記念館
- 信濃中野税務署
- 信州中野郵便局
- 長野県中野立志館高等学校
- 中野市役所
- 長野電鉄 延徳駅
- 中野市立延徳小学校
- 長野電鉄 桜沢駅
- 岩松院
- 長野電鉄 都住駅
- フローラルガーデンおぶせ
- 逢瀬神社